# Euphranta palawanica
Euphranta palawanica är en tvåvingeart som beskrevs av Hardy 1974. Euphranta palawanica ingår i släktet Euphranta och familjen borrflugor. Inga underarter finns listade i Catalogue of Life.